# Rad-Weltcup der Frauen 2013
Der Rad-Weltcup der Frauen 2013 war die 16. Austragung dieser seit der Saison 1998 vom Weltradsportverband UCI ausgetragenen Serie der wichtigsten Eintagesrennen im Straßenradsport der Frauen.

## Rennen
| Datum      | Rennen                                   | Siegerin/nen               | Führende Fahrerin | Führendes Team              |
| ---------- | ---------------------------------------- | -------------------------- | ----------------- | --------------------------- |
| 9. März    | Ronde van Drenthe                        | Marianne Vos               | Marianne Vos      | Rabobank Women Cycling Team |
| 24. März   | Trofeo Alfredo Binda-Comune di Cittiglio | Elisa Longo Borghini       | Marianne Vos      | Orica-AIS                   |
| 31. März   | Flandern-Rundfahrt                       | Marianne Vos               | Marianne Vos      | Rabobank Women Cycling Team |
| 17. April  | La Flèche Wallonne Féminine              | Marianne Vos               | Marianne Vos      | Rabobank Women Cycling Team |
| 12. Mai    | Tour of Chongming Island                 | Tetjana Rjabtschenko       | Marianne Vos      | Rabobank Women Cycling Team |
| 16. August | Open de Suède Vårgårda – Teamzeitfahren  | Team Specialized-lululemon | Marianne Vos      | Rabobank Women Cycling Team |
| 18. August | Open de Suède Vårgårda – Eintagesrennen  | Marianne Vos               | Marianne Vos      | Rabobank Women Cycling Team |
| 31. August | Grand Prix de Plouay-Bretagne            | Marianne Vos               | Marianne Vos      | Rabobank Women Cycling Team |

## Endstand
| Fahrerinnen-Wertung |                      |              |                             |        |
| #                   | Name                 | Nationalität | Team                        | Punkte |
| 1                   | Marianne Vos         | NED          | Rabobank Women Cycling Team | 429    |
| 2                   | Emma Johansson       | SWE          | Orica-AIS                   | 302    |
| 3                   | Ellen van Dijk       | NED          | Team Specialized-lululemon  | 224    |
| 4                   | Anna van der Breggen | NED          | Sengers Ladies Cycling Team | 158    |
| 5                   | Elisa Longo Borghini | ITA          | Hitec Products UCK          | 156    |
| 6                   | Annemiek van Vleuten | NED          | Rabobank Women Cycling Team | 101    |
| 7                   | Amy Pieters          | NED          | Team Argos-Shimano          | 80     |
| 8                   | Tetjana Rjabtschenko | UKR          | Chirio-Forno d’Asolo        | 75     |
| 9                   | Giorgia Bronzini     | ITA          | Wiggle Honda                | 69     |
| 10                  | Evelyn Stevens       | USA          | Team Specialized-lululemon  | 60     |

| Team-Wertung |                             |              |        |
| #            | Team                        | Nationalität | Punkte |
| 1            | Rabobank Women Cycling Team | NED          | 682    |
| 2            | Orica-AIS                   | AUS          | 500    |
| 3            | Team Specialized-lululemon  | USA          | 394    |
| 4            | Hitec Products UCK          | NOR          | 291    |
| 5            | Sengers Ladies Cycling Team | BEL          | 239    |
| 6            | Team Argos-Shimano          | NED          | 176    |
| 7            | Wiggle Honda                | GBR          | 166    |
| 8            | Dolmans-Boels Cyclingteam   | NED          | 159    |
| 9            | Faren Kuota                 | ITA          | 112    |
| 10           | TIBCO-To The Top            | USA          | 95     |